# Нитрогеназа
Нитрогеназа (КФ 1.18.6.1) — комплекс ферментов (мультифермент), осуществляющий процесс фиксации атмосферного азота. Широко распространён у бактерий и архей, в то время как все эукариоты его лишены.

## Строение
Комплекс состоит из двух ферментов: собственно нитрогеназы (называемой также Mo-Fe-белком, а в англоязычной литературе — динитрогеназой) и гидрогеназы (Fe-белок или редуктаза динитрогеназы). После разделения они теряют свои каталитические свойства. Ферментативной активностью, однако, обладают «гибриды», например, Mo-Fe-белка азотобактера с Fe-белком клубеньковых бактерий.
Mo-Fe-белок имеет массу порядка 230 кДа и состоит из 4 субъединиц двух типов. В состав его кофактора входят 2 атома молибдена.
Fe-белок имеет массу 64 кДа и состоит из двух одинаковых субъединиц.
Нитрогеназа необратимо окисляется молекулярным кислородом, что заставляет азотфиксаторов искать способы защиты фермента.

## Принцип работы
Реакция, катализируемая мультиферментом, выглядит следующим образом:
N2 + 8H+ + 8e− + 16АТФ → 2NH3 + H2 + 16АДФ + 16Фн
Нитрогеназа обладает низкой субстратной специфичностью и вместо азота может восстанавливать другие соединения с тройной связью: ацетилен (на этом её свойстве основан метод определения активности азотфиксации), цианиды и азиды (также параллельно с образованием водорода):
С2H2 + 2H+ → С2H4
CN− + 7H+ → NH3 + СH4
HN3 → NH3 + N2
Донором электрона в реакции служит восстановленные ферредоксин или флаводоксин. Электрон с затратой энергии АТФ переносится Fe-белком с донора на Mo-Fe-белок, который, в свою очередь, трижды отдаёт пару электронов двум атомам азота, восстанавливая связаную в активном центре молекулу N2 до двух NH3 через следующие стадии:
азот → диамид → гидразин → аммиак.
Согласно другой версии постадийный процесс энергетически невыгоден и в активном центре происходит передача сразу всех шести электронов

## Альтернативные нитрогеназы
Обнаружены различные альтернативные нитрогеназы:
- Ванадий-содержащая, генерирующая до 5 молекул аммиака на одну молекулу водорода, однако она до 3 раз менее активная. Обнаружена у представителей р. Clostridium, Azotobacter и Anabaena.
- Железосодержащая. Генерирует 10 молекул аммиака на одну молекулу водорода, не требует молибдена для синтеза, однако в 20 раз менее активная чем обычная нитрогеназа. Обнаружена у представителей р. Azotobacter, Rhodobacter и Rhodopseudomonas.
- Супероксид-зависима. Нитрогеназная активность нечувствительна к кислороду[2].